# OGENE

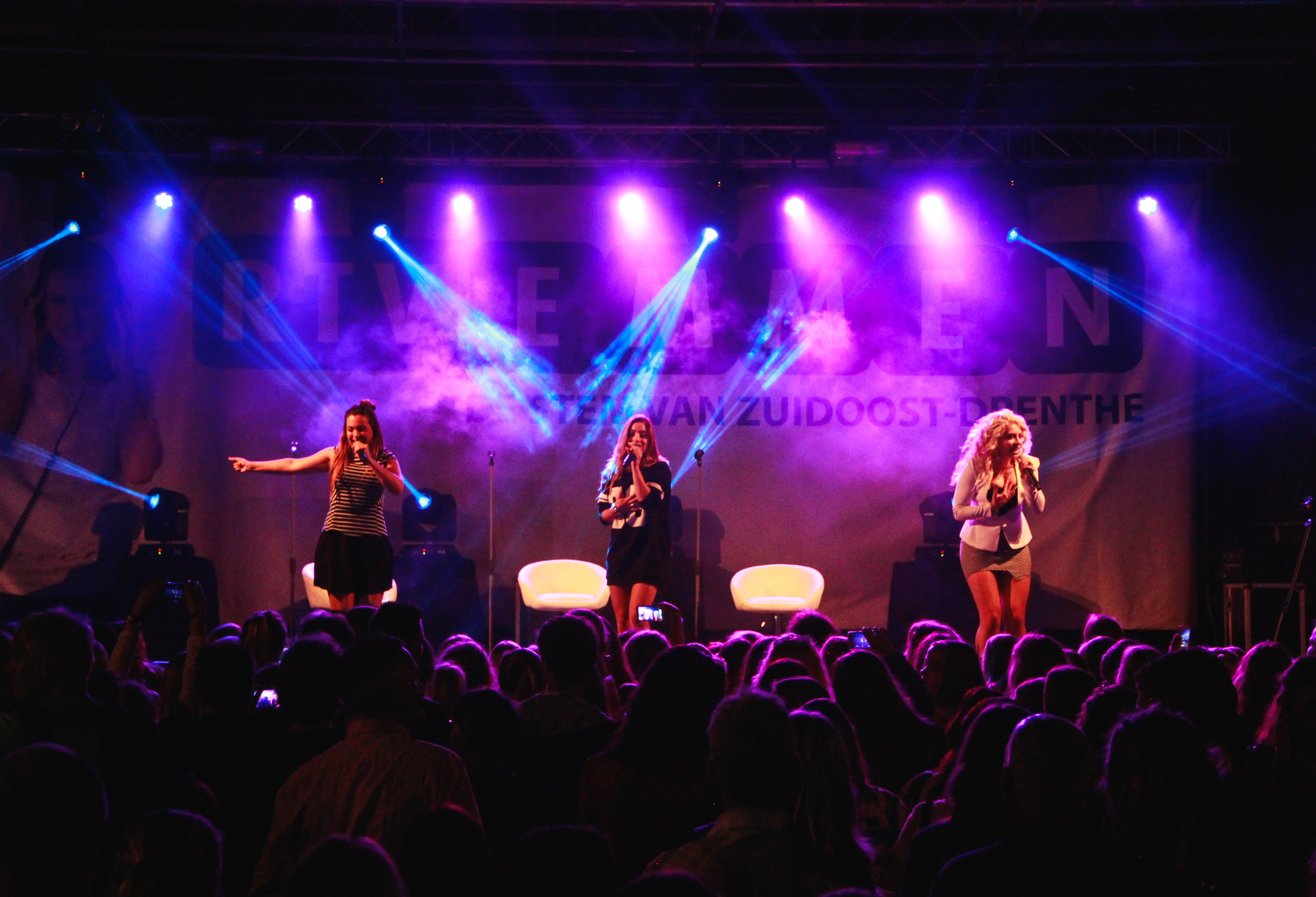
OG3NE tijdens een optreden in 2015

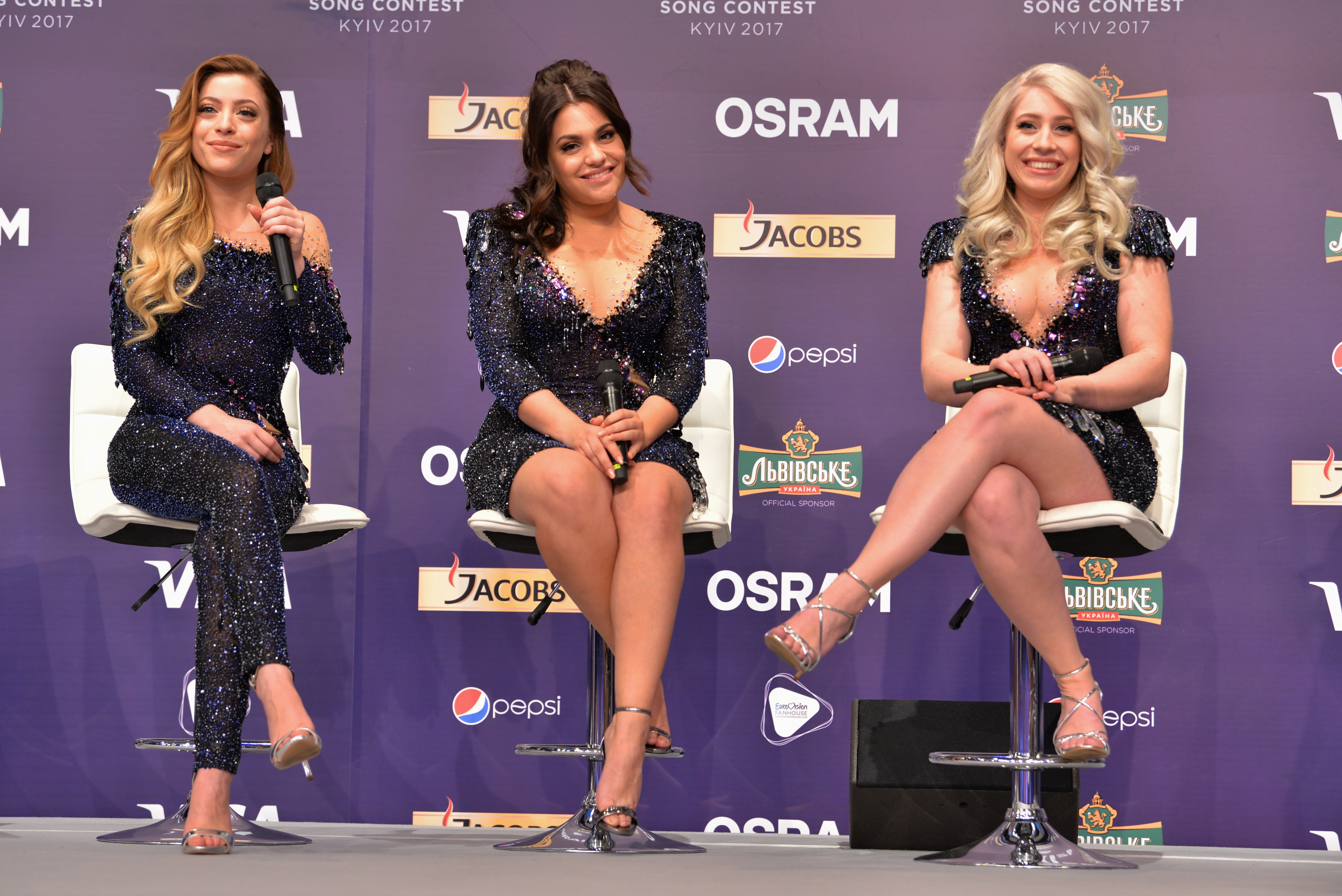
OG3NE bij het Eurovisiesongfestival 2017

OGENE (IPA: [əʊ ʤiːn], uitspraak: oo dzjien), voorheen bekend onder de artiestennaam OG3NE, O'G3NE en Lisa, Amy & Shelley, is een Nederlandse meidengroep bestaande uit de drie zussen Lisa, Amy en Shelley Vol. In 2014 wonnen zij het vijfde seizoen van The voice of Holland. De zussen vertegenwoordigden Nederland zowel op het Junior Eurovisiesongfestival 2007 als op het Eurovisiesongfestival 2017. Beide keren eindigden ze op de elfde plaats. In 2019 wonnen de zussen de televisieshow Dance Dance Dance.

## Geschiedenis
De zussen zijn in Dordrecht geboren: Lisa Roxanne Vol op 21 juni 1994 en de tweeling Amy Talitha Vol en Shelley Celine Vol op 18 oktober 1995. Ze groeiden op in Fijnaart. Tijdens een vakantie zongen ze als kinderen al meerstemmig de ballade Hold on van Wilson Phillips. Maar deelname aan het Junior Eurovisiesongfestival betekende in 2007 de start van hun muzikale carrière. Hun ouders hielpen hen in het begin met het schrijven van nummers (hun vader) en het ontwikkelen van choreografieën (hun moeder).

### 2007–2014: Junior Songfestival en eerste successen
Met hun zelfgeschreven lied Adem in, adem uit behaalden Lisa, Amy en Shelley in de Nederlandse voorronde voor het Junior Eurovisiesongfestival het maximale aantal van 36 punten. Ze wonnen van Zanna, Nigel & Ronaldo, Serge & Dion en Famke. Tijdens het Junior Eurovisiesongfestival 2007 in Rotterdam werden ze, tegen de verwachtingen in, elfde.
Na het optreden op het Junior Songfestival kregen ze een platencontract met EMI Music, gevolgd door een deal bij Cloud9. Later braken ze met deze partijen en gingen hun werk in eigen beheer doen. Lisa, Amy en Shelley scoorden bij de jeugd hits met liedjes als 100%, Fout ventje, Boemerdeboem en Diep in de nacht. In 2009 zongen ze de titelsong van de film Kikkerdril (Coole kikker) in.

### 2014–2017: Nieuwe start in The Voice
In 2014 deden de zusjes mee aan The voice of Holland als eerste drietal ooit in dit programma. Ze debuteerden hier onder de nieuwe bandnaam OG3NE. De nieuwe naam staat volgens hun website voor het volgende: "O’ = de bloedgroep van hun moeder, G3ne = de genen die hen met elkaar verbinden." Fanatieke fans van de zussen Vol noemen zichzelf ook wel G3NIES.
Ze gingen door naar de tweede ronde onder leiding van Marco Borsato. Het nummer dat ze zongen bij hun auditie, de Destiny's Child-versie van Emotion (origineel van Bee Gees), stond een week daarna in de tipparade. Het nummer bleef daar echter in steken en behaalde de top 40 niet. Uiteindelijk, op 19 december 2014, wonnen de zusjes de talentenjacht. Ze brachten hierop hun debuutsingle Magic uit. Deze eindigde op nummer 3 in de Single Top 100 en ze kregen er een gouden plaat voor.
Ze traden in 2015 op bij het 50e Gouden Televizier-Ring Gala en waren gastartiest bij de jubileumconcerten van Marco Borsato. Bij Symphonica in Rosso 2015/2016 stonden ze twaalf keer in de Ziggo Dome. Een jaar later stonden de zusjes zes keer in Rotterdam Ahoy tijdens Toppers in concert. In 2016 deden ze mee aan het televisieprogramma Beste Zangers. Ze vertolkten daarin onder meer de nummers Clown van Emeli Sandé en Sing van Ed Sheeran. Hun heruitgave van het nummer Clown leverde hen in maart 2017 een gouden plaat op. OG3NE zet zich sinds eind 2015 in als ambassadeur van de dodelijke spier- en zenuwziekte ALS.
We got this, hun eerste studioalbum dat onder de naam OG3NE werd opgenomen, verscheen in de herfst van 2016. Het debuteerde direct op nummer 1 van de Nederlandse Album Top 100 en werd bekroond met een gouden plaat. 

### 2017–2018: Eurovisiesongfestival

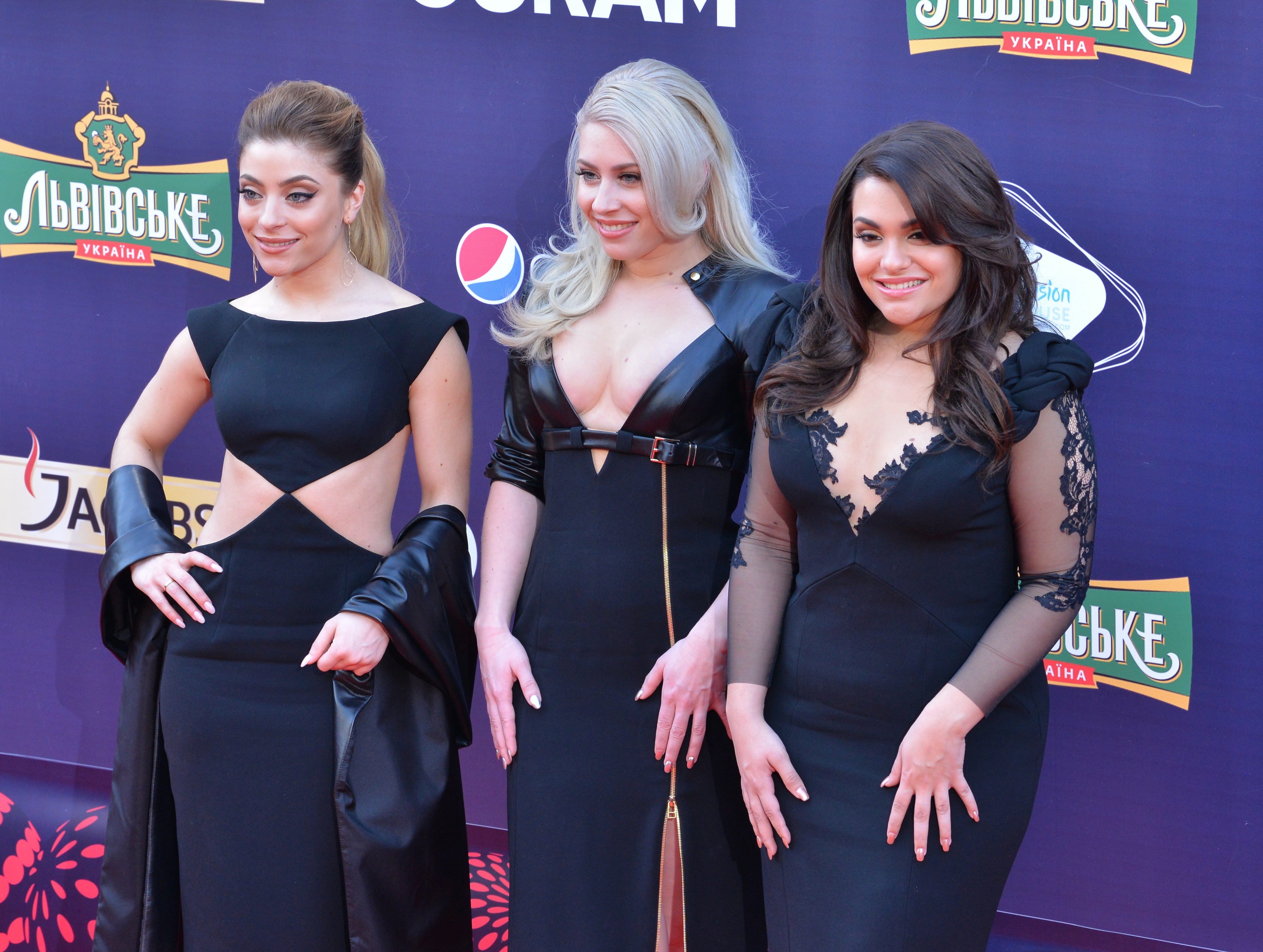
OG3NE op de rode loper in Kiev

Op 29 oktober 2016 werd bekend dat OG3NE Nederland zou gaan vertegenwoordigen op het Eurovisiesongfestival 2017 in Oekraïne. De laatste Nederlandse meidengroep op het Songfestival was Treble in 2006. Daarvoor waren er sinds 1970 nog drie meidengroepen namens Nederland afgevaardigd, maar niet succesvol. OG3NE nodigde begin december 2016 schrijvers en componisten uit om een nummer voor hen te schrijven. Onder meer Alain Clark, twee van de 3JS, Han Kooreneef en Gordon Groothedde kwamen op dit writerscamp af. De zusjes kozen op 13 januari 2017 uit het aanbod hun definitieve songfestivalnummer. Op 3 maart 2017 werd bekend dat ze met het nummer Lights and shadows, geschreven door hun vader Rick Vol en Shelleys vriend Rory de Kievit, naar Kiev zouden afreizen. Het lied is een muzikale ode aan hun ernstig zieke moeder, die leed aan een zeldzame vorm van botkanker. Later dat jaar overleed zij ten gevolge van deze ziekte.
Op 11 mei 2017 trad OG3NE op tijdens de tweede halve finale van het Eurovisiesongfestival. Het drietal bereikte met een gecombineerde score van 200 punten de finale. Deze vond twee dagen later plaats. In de finale eindigde OG3NE met 150 punten op de elfde plaats. De zusjes kregen 135 punten van de Europese vakjury's en 15 punten van de kijkers thuis.

### 2018–2020: Televisieshows
Vanaf 2018 kwam de groep ook vaker op televisie en deden ze mee aan de televisieshow Dance Dance Dance en wisten deze ook te winnen. Ze waren het eerste trio ooit dat meedeed aan dit programma.

### Verdere ontwikkelingen
In 2024 wijzigde de groep de naam in OGENE en bracht de zelfgeschreven single Phenomenon uit, waarmee een nieuwe muzikale richting werd ingeslagen. Tevens koos de groep ervoor om de muziek in eigen beheer uit te gaan brengen.  De groep nam in datzelfde jaar ook een lied op voor de nieuwe Aquanura-show "Efteling Symphonica".  In maart 2025 brengt OGENE het album Garden of Hera uit.

## Prijzen
| Jaar | Prijs          | Categorie                                | Resultaat   |
| ---- | -------------- | ---------------------------------------- | ----------- |
| 2017 | 100% NL Awards | Beste muziekmoment                       | Gewonnen    |
| 2017 | 100% NL Awards | Beste zangeres                           | Gewonnen    |
| 2017 | 100% NL Awards | Beste album voor We got this             | Genomineerd |
| 2018 | 100% NL Awards | Beste zangeres                           | Genomineerd |
| 2018 | 100% NL Awards | Hit van het Jaar voor Lights and shadows | Genomineerd |

## Discografie

### Albums
| Album met eventuele hitnotering(en) in de Nederlandse Album Top 100 | Datum van verschijnen | Datum van binnenkomst | Hoogste positie | Aantal weken | Opmerkingen             |
| ------------------------------------------------------------------- | --------------------- | --------------------- | --------------- | ------------ | ----------------------- |
| 300%                                                                | 04-06-2008            | 14-06-2008            | 26              | 12           | als Lisa, Amy & Shelley |
| Sweet 16                                                            | 14-10-2011            | 29-10-2011            | 45              | 6            | als Lisa, Amy & Shelley |
| We got this                                                         | 30-09-2016            | 08-10-2016            | 1(1wk)          | 48           | Goud                    |
| Straight to you                                                     | 01-10-2019            | 08-10-2019            | 8               | 7            |                         |

| Album met hitnotering(en) in de Vlaamse Ultratop 200 albums | Datum van verschijnen | Datum van binnenkomst | Hoogste positie | Aantal weken | Opmerkingen |
| ----------------------------------------------------------- | --------------------- | --------------------- | --------------- | ------------ | ----------- |
| We got this                                                 | 30-09-2016            | 13-05-2017            | 86              | 2            |             |

### Singles
| Single met eventuele hitnotering(en) in de Nederlandse Top 40 | Datum van verschijnen | Datum van binnenkomst | Hoogste positie | Aantal weken | Opmerkingen                                                               |
| ------------------------------------------------------------- | --------------------- | --------------------- | --------------- | ------------ | ------------------------------------------------------------------------- |
| Adem in, adem uit                                             | 26-10-2007            | -                     |                 |              | als Lisa, Amy & Shelley Nr. 55 in de Single Top 100                       |
| Zet 'm op                                                     | 02-05-2008            | -                     |                 |              | als Lisa, Amy & Shelley Nr. 60 in de Single Top 100                       |
| The power of Christmas                                        | 05-12-2008            | -                     |                 |              | als Lisa, Amy & Shelley Nr. 98 in de Single Top 100                       |
| Emotion                                                       | 13-09-2014            | 20-09-2014            | tip10           | -            | Nr. 37 in de Single Top 100                                               |
| Change will come                                              | 06-12-2014            | -                     |                 |              | Nr. 19 in de Single Top 100                                               |
| Hold on                                                       | 13-12-2014            | -                     |                 |              | Nr. 86 in de Single Top 100                                               |
| Magic                                                         | 13-12-2014            | 10-01-2015            | 20              | 5            | Goud / Nr. 3 in de Single Top 100 / Alarmschijf                           |
| Cold                                                          | 13-03-2015            | 11-04-2015            | tip23           | -            | Nr. 70 in de Single Top 100                                               |
| Wings to Fly                                                  | 10-07-2015            | 25-07-2015            | tip22           | -            | Nr. 100 in de Single Top 100                                              |
| The power of Christmas                                        | 20-11-2015            | 05-12-2015            | tip15           | -            |                                                                           |
| Take the money and run                                        | 29-04-2016            | 07-05-2016            | tip15           | -            |                                                                           |
| Clown                                                         | 23-05-2016            | -                     |                 |              | Goud / Nr. 64 in de Single Top 100                                        |
| Lights and shadows                                            | 03-03-2017            | 20-05-2017            | 33              | 3            | Inzending Eurovisiesongfestival 2017 / Nr. 14 in de Single Top 100 / Goud |
| But I do                                                      | 2017                  | 04-11-2017            | tip15           | -            |                                                                           |
| Clouds across the sun                                         | 2018                  | 19-05-2018            | tip9            | -            |                                                                           |
| Alles is nog hier                                             | 2018                  | 06-12-2018            |                 |              |                                                                           |

| Single met hitnotering(en) in de Vlaamse Ultratop 50 | Datum van verschijnen | Datum van binnenkomst | Hoogste positie | Aantal weken | Opmerkingen |
| ---------------------------------------------------- | --------------------- | --------------------- | --------------- | ------------ | ----------- |
| Lights and shadows                                   | 03-03-2017            | 08-04-2017            | tip29           | -            |             |
| But I do                                             | 2017                  | 16-12-2017            | tip             | -            |             |
| Clouds across the sun                                | 2018                  | 09-06-2018            | tip             | -            |             |

## Theater
- "The Christmas Show" (2015), als de drie goede feeën
- "Three Times A Lady' (2016–2018) tour van 100 uitverkochte shows
- "A Magical Christmas in concert" (2018)
- "Sweet Harmony" (2019–2020) tour van 60 shows
- "A Magical Christmas in concert 2019" (2019)
- "A Magical Christmas in concert" (2020)
  - "Valentijnsconcert" (2021)
- "Samen uit, samen thuis" (2022) tour van 53 shows

## Filmografie
Zij spraken hun eerste rollen in voor de film Heksje Lilly (2009), waarbij Lisa Lilly insprak. In de film Pieter Konijn uit 2018 doet Shelley Vol de stem van Flopsie en de verteller, Amy Vol van Mopsie en Lisa Vol de stem van Wipstaart. Shelley en Lisa spraken ook de hoofdrollen in voor de Disney Channel-serie Liv & Maddie. Amy heeft meerdere rollen ingesproken voor Disney, zoals in Zeke & Luther en Fish Hooks.